# Drinov Peak
Der Drinov Peak (englisch; bulgarisch Дринов връх Drinow wrach) ist ein 1630 m hoher Berg auf Smith Island im Archipel der Südlichen Shetlandinseln. In der Imeon Range ragt er 3,5 km nordnordöstlich des Antim Peak, 1,9 km nördlich des Slatina Peak und 1,8 km südwestlich des Mount Pisgah auf. Der Owetsch-Gletscher liegt südöstlich, der Wetrino-Gletscher nördlich, der Jablaniza-Gletscher nordwestlich und der Tschuprene-Gletscher südwestlich von ihm.
Bulgarische Wissenschaftler kartierten ihn 2008. Die bulgarische Kommission für Antarktische Geographische Namen benannte ihn im selben Jahr nach dem bulgarischen Historiker Marin Drinow (1838–1906), Gründungsvorsitzender der Bulgarischen Akademie der Wissenschaften.